# Mario Götze
Mario Götze (sinh ngày 3 tháng 6 năm 1992) là cầu thủ bóng đá người Đức hiện đang thi đấu ở vị trí tiền vệ tấn công đang thi đấu tại giải Bundesliga cho câu lạc bộ Eintracht Frankfurt và đội tuyển quốc gia Đức. Anh là một cầu thủ có kỹ thuật cá nhân tốt cùng tốc độ di chuyển và xử lý bóng nhanh cùng khả năng kiến tạo bàn thắng.
Giám đốc thể thao của Liên đoàn bóng đá Đức Mathias Sammer từng khẳng định rằng "Goetze là một trong những cầu thủ tài năng nhất mà chúng ta có", còn huyền thoại Franz Beckenbauer đã so sánh tài năng của anh ngang với Lionel Messi.
Götze khoác áo Borussia Dortmund từ năm 2001 đến 2013, hai lần vô địch Bundesliga và một lần vô địch DFB-Pokal. Anh đã cùng Dortmund vào đến Chung kết UEFA Champions League 2013, tuy nhiên anh đã bị chấn thương và không thể tham gia trận đấu này. Götze chuyển đến Bayern München trong kì chuyển nhượng mùa hè năm 2013 với giá chuyển nhượng 37 triệu EUR.
Năm 2016 anh trở về Dortmund sau những năm tháng thi đấu không thành công ở Bayern Müchen dù đã giành được thêm ba chức vô địch Bundesliga, hai chức vô địch DFB-Pokal và Siêu cúp Châu Âu.
Anh khoác áo đội tuyển Đức lần đầu tiên vào tháng 11 năm 2010 trong trận gặp Thụy Điển và đã trở thành cầu thủ trẻ nhất sau 56 năm khoác áo tuyển Đức. Götze là người ghi bàn thắng duy nhất trong trận chung kết World Cup 2014, đem về danh hiệu vô địch World Cup lần thứ tư trong lịch sử của bóng đá Đức.

## Thời thơ ấu và gia đình
Mario Götze sinh năm 1992 tại Memmingen, Bayern, Đức, là con của Jürgen Götze. Năm 1998, gia đình anh chuyển đến Dortmund, bởi vì cha anh nhận được chức vụ giáo sư đại học về ngành Công nghệ thông tin tại TU Dortmund.
Götze có 2 anh em trai cũng là cầu thủ bóng đá. Fabian Götze chơi cho đội SpVgg Unterhaching còn Felix Götze chơi cho đội U-14 của Borussia Dortmund.
Bạn gái của Götze tên Ann-Kathrin Brömmel, với biệt hiệu Ann-Kathrin Vida, là một người mẫu.
Götze còn là bạn thân từ thời thơ ấu của chàng tiền vệ hào hoa Marco Reus

## Sự nghiệp câu lạc bộ

### Borussia Dortmund

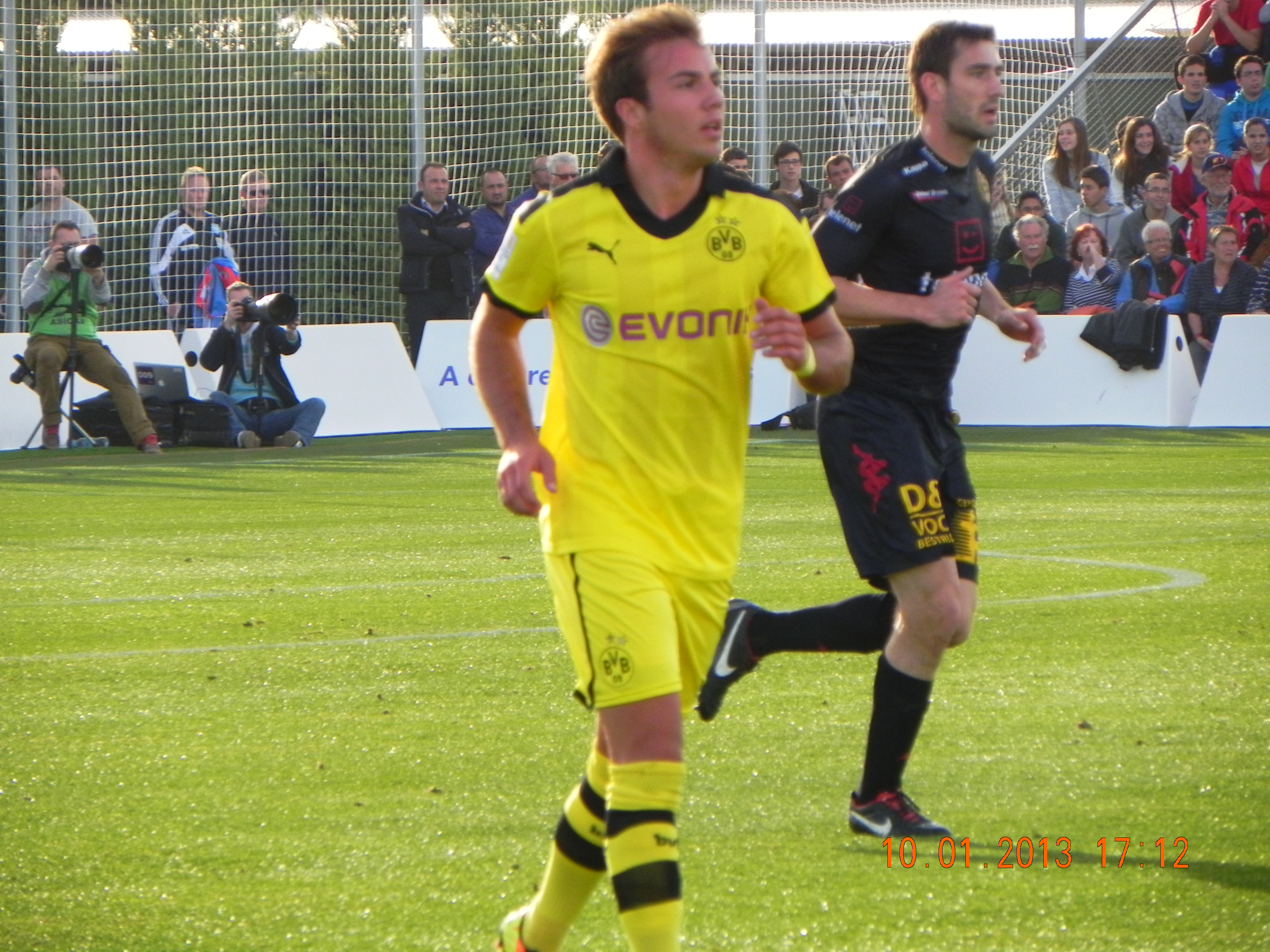
Götze thi đấu cho Borussia Dortmund năm 2013

Götze bắt đầu sự nghiệp bóng đá tại câu lạc bộ SC Ronsberg ở Ostallgäu. Năm 6 tuổi, anh cùng gia đình chuyển đến Dortmund. Sau đó anh có ba năm tại FC Eintracht Hombruch trước khi chuyển đến đội trẻ của Borussia Dortmund năm 2001.
Ngày 21 tháng 11 năm 2009, Götze có trận đấu đầu tiên tại Bundesliga trong trận hòa 0–0 với 1. FSV Mainz 05, vào sân thay Jakub Błaszczykowski ở phút thứ 88. Cà mùa giải 2009-10, anh chỉ 5 lần ra sân từ băng ghế dự bị ở cuối trận. Ngày 29 tháng 8 năm 2010, anh có bàn thắng đầu tiên tại Bundesliga khi ghi bàn mở tỉ số trong chiến thắng 3-1 trước VfB Stuttgart. Götze có trận đấu đầu tiên ở đấu trường châu Âu vào ngày 19 tháng 8 năm 2010 gặp FK Qarabağ, sau đó gần 1 tháng anh lập cú đúp trong chiến thắng 4-3 trước Karpaty Lviv của Ukraina tại vòng bảng UEFA Europa League 2010-11.
Trong mùa giải 2010–11, huấn luyện viên Jürgen Klopp đưa Götze vào đội hình chính thức sau khi tiền vệ Kagawa Shinji bị chấn thương và không thể thi đấu trong nửa còn lại của mùa giải. Ngày 1 tháng 11 năm 2010, Götze đã ghi một bàn và kiến tạo một bàn khác giúp Dortmund thắng 1. FSV Mainz 05 2-0 và đoạt luôn ngôi đầu bảng của đội này. Ngày 2 tháng 4 năm 2011, anh có một pha đi bóng ngoạn mục từ giữa sân, qua ba hậu vệ Hannover 96 trước khi đánh bại thủ môn Florian Fromlowitz gỡ hòa 1-1 trong chiến thắng 4-1 của Dortmund. Tại Bundesliga 2010-11, anh đã có 33 trận đấu, 6 bàn thắng và 15 đường chuyền thành bàn, góp công giúp Borussia Dortmund giành chức vô địch Bundesliga đầu tiên sau chín năm. Năm 2011, anh giành danh hiệu Golden Boy (giải thưởng dành cho cầu thủ dưới 21 tuổi xuất sắc nhất năm).
Ngay trong trận đấu đầu tiên của Bundesliga 2011-12, Götze đã ghi một bàn thắng và có một đường chuyền thành bàn cho Kevin Großkreutz trong chiến thắng 3-1 trước Hamburger SV. Ngày 27 tháng 3 năm 2012, Götze ký hợp đồng mới với Borussia Dortmund theo đó anh sẽ gắn bó với câu lạc bộ đến năm 2016, tuy nhiên hợp đồng có điều khoản giải phóng với số tiền số tiền cố định là tối thiểu 37 triệu €.

### Bayern München
Ngày 23 tháng 4 năm 2013, trước khi trận Chung kết UEFA Champions League 2013 diễn ra, trang chủ câu lạc bộ Bayern München thông báo đã đạt được thỏa thuận với Götze về chuyển nhượng anh với mức phí 37 triệu €, mức phí kích hoạt điều khoản giải phóng hợp đồng của anh với Dortmund. Vụ chuyển nhượng giúp anh trở thành cầu thủ đắt giá nhất nước Đức lúc bấy giờ. Sau đó kỉ lục này đã bị phá vỡ khi Mesut Özil đến Arsenal với mức phí 50 triệu € vào tháng 9 năm 2013. Thông tin về vụ chuyển nhượng Götze được chính thức xác nhận khi Dortmund đang chuẩn bị cho trận đấu quan trọng với Real Madrid ở bán kết lượt về UEFA Champions League.

#### 2013-14
Ngày 11 tháng 8 năm 2013, Götze có trận đấu đầu tiên cho Bayern München trong chiến thắng 4-1 tại trận đấu giao hữu với đội bóng Hungary Gyori ETO. Anh đã lập cú đúp trong trận này. Götze ra sân lần đầu tại Bundesliga trong màu áo Bayern München là trận thắng 2-0 trước 1. FC Nürnberg ngày 24 tháng 8. Ngày 19 tháng 10 năm 2013, Götze vào sân từ băng ghế dự bị đã có hai đường chuyền kiến tạo giúp cho Bayern giành chiến thắng 4–1 trước Mainz 05 từ chỗ bị dẫn trước. Bốn ngày sau đó, Götze có bàn thắng đầu tiên cho Bayern tại UEFA Champions League trong chiến thắng 5-0 trước Viktoria Plzeň tại Allianz Arena. Ngày 26 tháng 10 năm 2013, Götze vào sân thay người cho Toni Kroos ở phút 25 và ghi bàn thắng đầu tiên tại Bundesliga cho Bayern München với quả đánh đầu trong chiến thắng 3–2 trước Hertha BSC.
Ngày 23 tháng 11 năm 2013, Götze ghi bàn mở tỉ số vào lưới đội bóng cũ Borussia Dortmund trong chiến thắng 3-0. Tại Champions League, anh tiếp tục lập công trong chiến thắng 3-1 trước CSKA Moscow. Ngày 7 tháng 12 năm 2013, Götze ghi bàn đồng thời chuyền cho Thomas Müller lập công trong chiến thắng hủy diệt 7-0 trước Werder Bremen. Tại bán kết Giải vô địch bóng đá thế giới các câu lạc bộ 2013, Götze có pha sút xa ghi bàn trong chiến thắng 3-0 trước đại diện châu Á Guangzhou Evergrande và Bayern đã vô địch giải đấu này sau khi đánh bại Raja Casablanca trong trận chung kết.
Ngày 25 tháng 3 năm 2014, anh đã ghi bàn trong chiến thắng 3-1 trước Hertha BSC, chiến thắng giúp Bayern đã chính thức bảo vệ thành công chức vô địch Bundesliga trước 7 vòng đấu. Ngày 3 tháng 5 năm 2014, anh lập cú đúp và có hai pha kiến tạo trong trận thắng 4-1 trên sân của 4–1 Hamburger SV. Hai tuần sau đó, anh thi đấu trọn 120 phút trận chung kết Cúp bóng đá Đức với đội bóng cũ Borussia Dortmund và Bayern đã giành chiến thắng 2-0 để đoạt cú đúp danh hiệu nội địa trong mùa giải này. Trong mùa giải đầu tiên cùng với München, anh có được 15 bàn thắng và 14 pha kiến tạo tại tất cả các giải đấu nhưng vẫn không thường xuyên được xếp đá chính.

#### 2014-15
Ngày 17 tháng 8 năm 2014, Götze có bàn thắng đầu tiên trong mùa giải 2014-15 trong chiến thắng 4-1 trước SC Preußen Münster tại Cúp bóng đá Đức 2014-15. Ngày 23 tháng 9, anh có được cú đúp trong chiến thắng 4-0 của Hùm xám trước SC Paderborn. Gần một tháng sau, anh đóng góp hai bàn trong trận thắng Werder Bremen 6-0. Ngày 21 tháng 10, anh có pha lập công đầu tiên tại UEFA Champions League 2014-15 trong chiến thắng đậm 7-0 trước đội bóng Ý A.S. Roma. Ngày 28 tháng 10 năm 2014, FIFA thông báo Götze có tên trong danh sách rút gọn 23 cầu thủ được đề cử cho danh hiệu Quả bóng vàng FIFA 2014. Bàn thắng ấn định chiến thắng 2-0 trước Roma tại trận lượt về vòng bảng Champions League của anh đã giúp München chính thức vào vòng đấu loại trực tiếp trước hai vòng đấu.
Ngày 22 tháng 11 năm 2014, Götze ghi một bàn thắng từ quả sút xa tuyệt đẹp trong chiến thắng 4-0 trước Hoffenheim. Ngày 14 tháng 2 năm 2015, Götze lập cú đúp thứ ba trong mùa và có một pha kiến tạo trong chiến thắng hủy diệt 8–0 trước Hamburger SV. Ngày 11 tháng 3, tại lượt về vòng 1/16 Champions League, anh mang về cho Bayern quả phạt đền ngay ở phút thứ 3 khi bị hậu vệ của Shakhtar Donetsk, Oleksandr Kucher, phạm lỗi và tình huống này cũng khiến Kucher bị thẻ đỏ. Chung cuộc đội bóng Đức đã giành chiến thắng 7-0 trong đó Götze là người ấn định tỉ số. Ngày 28 tháng 4, anh là một trong bốn cầu thủ của Bayern đá hỏng phạt đền trong loạt sút luân lưu trận bán kết cúp quốc gia Đức, chung cuộc thua Borussia Dortmund 2-0. Kết thúc mùa giải 2014-15, anh có được danh hiệu Bundesliga thứ tư trong sự nghiệp.

### Trở lại Borussia Dortmund

#### 2016-17
Tháng 7 năm 2016, Götze chính thức trở lại Dortmund sau ba năm thi đấu cho Bayern với bản hợp đồng có thời hạn 4 năm. Số tiền mà Dortmund mua lại anh ước tính khoảng 26 triệu euro. Ngày 10 tháng 9 năm 2016, Götze có trận đấu chính thức đầu tiên sau khi trở lại, nhưng đó là trận thua 1–0 trước RB Leipzig tại Bundesliga. Năm ngày sau đó, anh có được bàn thắng đầu tiên cho Dortmund kể từ tháng 4/2013 với pha ghi bàn mở tỉ số trong chiến thắng 6-0 trước Legia Warszawa tại vòng bảng UEFA Champions League 2016-17.
Ngày 20 tháng 11 năm 2016, trong cuộc đối đầu với đội bóng cũ Bayern München, Götze đã kiến tạo cho Pierre-Emerick Aubameyang ghi bàn thắng duy nhất của trận đấu. Trong mùa giải đầu tiên trở lại Dortmund, những con số thống kê của Götze sụt giảm thảm hại như hiệu suất ghi bàn, số cơ hội tạo ra và tỷ lệ chiến thắng. Đầu tháng 3/2017, Dortmund đã phải ra thông báo rằng Götze mắc căn bệnh "rối loạn chuyển hóa mỡ" khiên anh buộc phải rời Dortmund để đến một bệnh viện chuyên khoa điều trị. Thời gian dự kiến kéo dài 5 tới 6 tuần tuy nhiên sau đó Dortmund phải xác nhận rằng Götze sẽ phải nghỉ thi đấu đến hết mùa giải.

#### 2017-18
Götze trở lại sân cỏ vào ngày 14 tháng 7 năm 2017 trong trận giao hữu trước mùa giải với Urawa Reds, thi đấu 30 phút cuối trận. Ngày 19 tháng 8 năm 2017, sau 202 ngày vắng bóng, anh đã ra sân trở lại tại Bundesliga và góp công vào chiến thắng 3-0 của Dortmund trước VfL Wolfsburg với một đường kiến tạo thành bàn. Ngày 23 tháng 9, Dortmund tiếp tục giữ ngôi đầu bảng Bundesliga sau thắng lợi 6-1 tại Signal Iduna Park trước Borussia Mönchengladbach, trong đó Götze góp hai đường kiến tạo.

## Sự nghiệp đội tuyển quốc gia
Götze từng là thành viên của đội tuyển U-15, U-16 Đức. Năm 2009, anh là đội trưởng đội tuyển U-17 Đức tham dự Giải vô địch bóng đá U-17 châu Âu. U-17 Đức đã giành chức vô địch, trong đó Götze ghi được 1 bàn thắng trong chiến thắng 4-0 trước U-17 Anh. Cũng trong năm này, anh lại cùng U-17 Đức tham dự Giải vô địch U-17 thế giới ở Nigeria. Đội tuyển U-17 Đức bị loại ở vòng 1/16 bởi U-17 Thụy Sĩ, riêng Götze có mặt trong cả bốn trận và ghi được 3 bàn.
Đầu tháng 9 năm 2010, Götze được triệu tập vào đội tuyển U-21 Đức tham dự hai trận đấu vòng loại Giải vô địch U-21 châu Âu 2011 với U-21 Cộng hòa Séc và U-21 Bắc Ireland. Đầu tháng 11 năm 2010, anh được huấn luyện viên trưởng đội tuyển Đức Joachim Löw triệu tập vào tuyển Đức cho trận giao hữu gặp Thụy Điển vào ngày 17 tháng 11. Götze và André Schürrle, cầu thủ được triệu tập cùng đợt với anh, là những cầu thủ đội tuyển Đức đầu tiên ra đời sau khi hai miền nước Đức đã thống nhất. Anh được vào sân trong trận gặp Thụy Điển ở phút 78 thay cho Kevin Großkreutz và đã trở thành cầu thủ trẻ nhất sau 56 năm khoác áo tuyển Đức kể từ sau khi Uwe Seeler ra mắt tuyển quốc gia ngày 16 tháng 10 năm 1954.
Bàn thắng đầu tiên của Götze cho đội tuyển Đức đến vào ngày 10 tháng 8 năm 2011 trong trận giao hữu thắng Brasil 3-2. Bàn thắng này cũng giúp cho anh trở thành cầu thủ trẻ nhất ghi bàn cho đội tuyển quốc gia Đức giai đoạn sau chiến tranh (19 tuổi, 68 ngày) cùng với Klaus Stürmer, người đã ghi bàn vào lưới đội tuyển Pháp ngày 16 tháng 10 năm 1954.
Tại vòng loại Euro 2012, Götze có được một bàn thắng trong trận thắng đội tuyển Áo 6-2. Ngày 29 tháng 5 năm 2012, anh chính thức có tên trong danh sách 23 cầu thủ Đức tham dự Euro 2012 tại Ba Lan và Ukraine. Tại giải đấu này, anh chỉ được ra sân duy nhất một trận, trong chiến thắng 4-2 trước Hy Lạp từ băng ghế dự bị.

### World Cup 2014

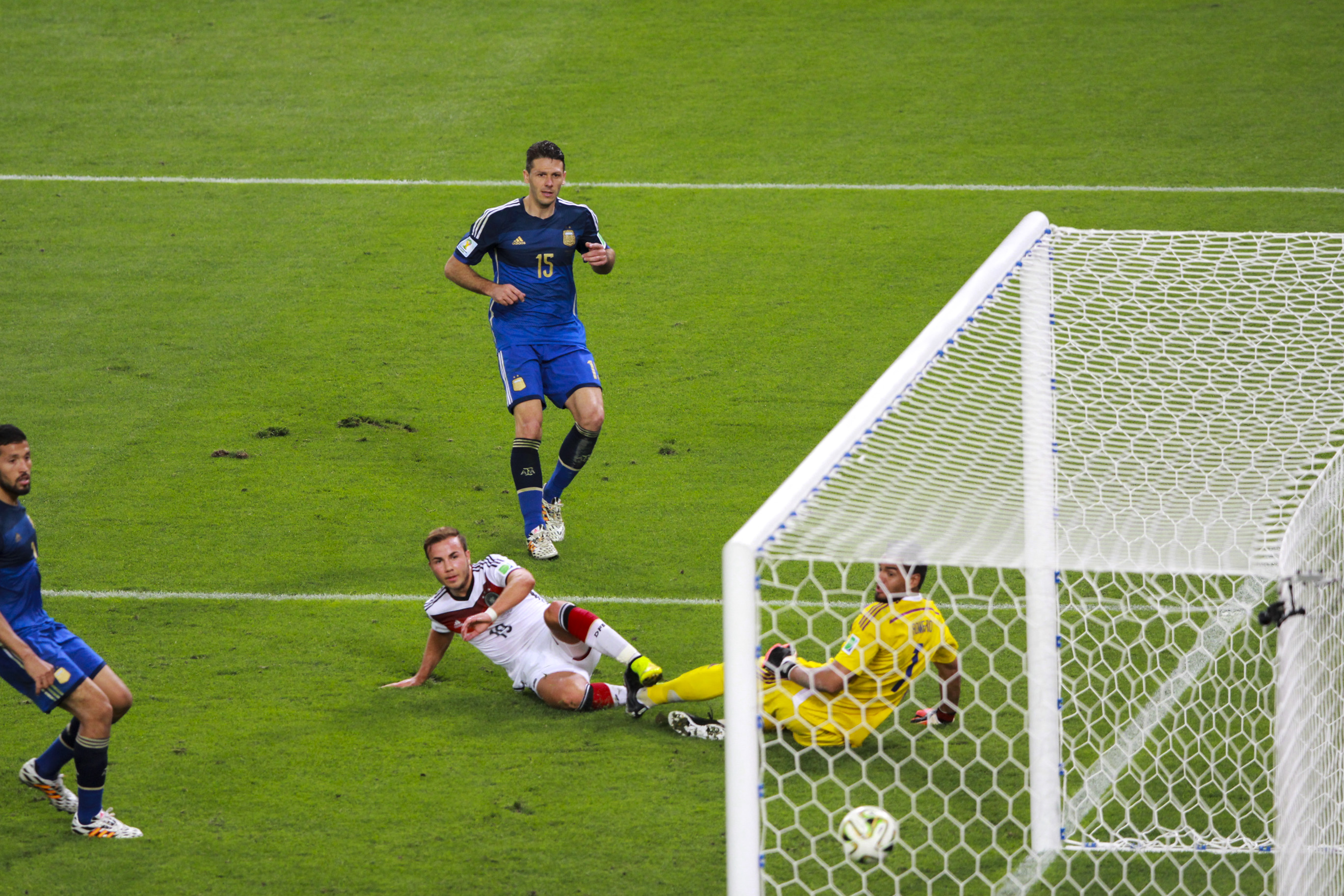
Götze ghi bàn thắng duy nhất trong trận chung kết World Cup 2014 vào ngày 13 tháng 7 năm 2014 tại sân vận động Maracanã

Götze ghi được bốn bàn thắng tại vòng loại World Cup 2014 và vào tháng 6 năm 2014, anh được triệu tập vào đội tuyển Đức tham dự World Cup 2014 tại Brasil. Anh được ra sân chính thức trong trận đấu đầu tiên của đội tuyển Đức tại bảng đấu với Bồ Đào Nha và đã mang về quả phạt đền giúp cho Thomas Müller mở tỉ số cho đội tuyển Đức. Chung cuộc Đức giành chiến thắng 4-0. Đến trận đấu thứ hai hòa Ghana, chính anh là người đã ghi bàn thắng mở tỉ số cho đội tuyển Đức. Dù chỉ góp mặt 69 phút trên sân, anh vẫn được FIFA bầu chọn là Cầu thủ xuất sắc nhất trận. Tại giải đấu này, anh ra sân 6/7 trận của đội tuyển Đức nhưng chỉ duy nhất trận mở màn gặp Bồ Đào Nha là anh được chơi trọn 90 phút, phần còn lại, Goetze hoặc phải vào sân từ ghế dự bị, hoặc bị thay ra nửa chừng.
Trong trận chung kết World Cup 2014, Götze được vào sân thay cho Miroslav Klose ở phút thứ 88 của trận đấu. Đến phút 113, sau khi nhận đường chuyền bên cánh của André Schürrle, anh đã có pha hứng bóng bằng ngực rồi tung cú dứt điểm hạ gục thủ môn Sergio Romero ghi bàn thắng duy nhất của trận đấu, đem về danh hiệu vô địch World Cup thứ tư cho đội tuyển Đức sau 24 năm chờ đợi, đồng thời Đức đã trở thành đội châu Âu đầu tiên giành cúp tại Nam Mỹ.

### Euro 2016 và World Cup 2022
Tại vòng loại Euro 2016, Götze có được ba pha lập công, trong đó có cú đúp trong trận đấu với Ba Lan. Anh là một trong 23 cầu thủ Đức được triệu tập tham dự giải đấu tại Pháp. Tại giải đấu này, Götze có mặt trong đội hình xuất phát ở cả ba trận vòng bảng nhưng đều bị thay ra giữa chừng do thi đấu không tốt và sau đó được vào sân thay người trong trận bán kết thua chủ nhà Pháp 2-0.
Tuy nhiên, anh không được huấn luyện viên Joachim Low triệu tập cho kì World Cup 2018 trên đất Nga và Euro 2020 do phong độ sa sút.
Vào ngày 10 tháng 11 năm 2022, Götze được HLV Hansi Flick điền tên vào đội tuyển Đức tham dự World Cup 2022  sau 5 năm anh vắng bóng. Tuy nhiên, đội tuyển Đức không vượt qua vòng bảng lần thứ 2 liên tiếp trong lịch sử tham dự World Cup của tuyển Đức.

## Thống kê sự nghiệp

### Câu lạc bộ
Tính đến ngày 4 tháng 12 năm 2024.
| Câu lạc bộ          | Mùa giải            | Giải đấu            | Giải đấu | Giải đấu | Cúp quốc gia | Cúp quốc gia | Châu Âu | Châu Âu | Khác | Khác | Tổng cộng | Tổng cộng |
| Câu lạc bộ          | Mùa giải            | Hạng đấu            | Trận     | Bàn      | Trận         | Bàn          | Trận    | Bàn     | Trận | Bàn  | Trận      | Bàn       |
| ------------------- | ------------------- | ------------------- | -------- | -------- | ------------ | ------------ | ------- | ------- | ---- | ---- | --------- | --------- |
| Borussia Dortmund   | 2009–10             | Bundesliga          | 5        | 0        | 0            | 0            | —       | —       | —    | —    | 5         | 0         |
| Borussia Dortmund   | 2010–11             | Bundesliga          | 33       | 6        | 2            | 0            | 6       | 2       | —    | —    | 41        | 8         |
| Borussia Dortmund   | 2011–12             | Bundesliga          | 17       | 6        | 2            | 1            | 6       | 0       | 1    | 0    | 26        | 7         |
| Borussia Dortmund   | 2012–13             | Bundesliga          | 28       | 10       | 4            | 4            | 11      | 2       | 1    | 0    | 44        | 16        |
| Borussia Dortmund   | Tổng cộng           | Tổng cộng           | 83       | 22       | 8            | 5            | 23      | 4       | 2    | 0    | 116       | 31        |
| Bayern Munich       | 2013–14             | Bundesliga          | 27       | 10       | 4            | 1            | 11      | 3       | 3    | 1    | 45        | 15        |
| Bayern Munich       | 2014–15             | Bundesliga          | 32       | 9        | 4            | 2            | 11      | 4       | 1    | 0    | 48        | 15        |
| Bayern Munich       | 2015–16             | Bundesliga          | 14       | 3        | 2            | 1            | 4       | 2       | 1    | 0    | 21        | 6         |
| Bayern Munich       | Tổng cộng           | Tổng cộng           | 73       | 22       | 10           | 4            | 26      | 9       | 5    | 1    | 114       | 36        |
| Borussia Dortmund   | 2016–17             | Bundesliga          | 11       | 1        | 1            | 0            | 4       | 1       | 0    | 0    | 16        | 2         |
| Borussia Dortmund   | 2017–18             | Bundesliga          | 23       | 2        | 0            | 0            | 9       | 0       | 0    | 0    | 32        | 2         |
| Borussia Dortmund   | 2018–19             | Bundesliga          | 26       | 7        | 2            | 0            | 6       | 0       | —    | —    | 34        | 7         |
| Borussia Dortmund   | 2019–20             | Bundesliga          | 15       | 3        | 2            | 0            | 4       | 0       | 0    | 0    | 21        | 3         |
| Borussia Dortmund   | Tổng cộng           | Tổng cộng           | 75       | 13       | 5            | 0            | 23      | 1       | 0    | 0    | 103       | 14        |
| PSV Eindhoven       | 2020–21             | Eredivisie          | 18       | 5        | 1            | 0            | 6       | 1       | —    | —    | 25        | 6         |
| PSV Eindhoven       | 2021–22             | Eredivisie          | 29       | 4        | 5            | 2            | 17      | 5       | 1    | 1    | 52        | 12        |
| PSV Eindhoven       | Tổng cộng           | Tổng cộng           | 47       | 9        | 6            | 2            | 23      | 6       | 1    | 1    | 77        | 18        |
| Eintracht Frankfurt | 2022–23             | Bundesliga          | 32       | 3        | 6            | 0            | 7       | 0       | 1    | 0    | 46        | 3         |
| Eintracht Frankfurt | 2023–24             | Bundesliga          | 30       | 3        | 2            | 1            | 9       | 0       | —    | —    | 41        | 4         |
| Eintracht Frankfurt | 2024–25             | Bundesliga          | 10       | 2        | 3            | 0            | 2       | 0       | —    | —    | 15        | 2         |
| Eintracht Frankfurt | Tổng cộng           | Tổng cộng           | 72       | 8        | 11           | 1            | 18      | 0       | 1    | 0    | 102       | 9         |
| Tổng cộng sự nghiệp | Tổng cộng sự nghiệp | Tổng cộng sự nghiệp | 350      | 74       | 40           | 12           | 113     | 20      | 9    | 2    | 512       | 108       |

1. ↑  Bao gồm DFB-Pokal, KNVB Cup
2. 1 2 3 4  Số lần ra sân tại UEFA Europa League
3. 1 2 3 4 5 6 7 8 9  Số lần ra sân tại UEFA Champions League
4. 1 2 3 4  Ra sân tại DFL-Supercup
5. ↑  Một lần ra sân tại UEFA Super Cup, Hai lần ra sân và một bàn thắng tại FIFA Club World Cup
6. ↑  Sáu lẩn ra sân và ba bàn thắng tại UEFA Champions League, năm lần ra sân và một bàn thắng tại UEFA Europa League, sáu lẩn ra sân và một bàn thắng tại UEFA Europa Conference League
7. ↑  Ra sân tại Johan Cruyff Shield
8. ↑  Ra sân tại UEFA Super Cup
9. ↑  Số lần ra sân tại UEFA Europa Conference League

### Đội tuyển quốc gia
Tính đến 25 tháng 3 năm 2023
| Đội tuyển quốc gia | Năm       | Trận | Bàn |
| ------------------ | --------- | ---- | --- |
| Đức                | 2010      | 1    | 0   |
| Đức                | 2011      | 11   | 2   |
| Đức                | 2012      | 8    | 1   |
| Đức                | 2013      | 6    | 3   |
| Đức                | 2014      | 15   | 7   |
| Đức                | 2015      | 7    | 3   |
| Đức                | 2016      | 14   | 1   |
| Đức                | 2017      | 1    | 0   |
| Đức                | 2018      | 0    | 0   |
| Đức                | 2019      | 0    | 0   |
| Đức                | 2020      | 0    | 0   |
| Đức                | 2021      | 0    | 0   |
| Đức                | 2022      | 2    | 0   |
| Đức                | 2023      | 1    | 0   |
| Tổng cộng          | Tổng cộng | 66   | 17  |

Tính đến 25 tháng 3 năm 2023
| No. | Ngày                 | Địa điểm                                      | Đối thủ        | Bàn thắng | Kết quả      | Giải đấu                      |
| --- | -------------------- | --------------------------------------------- | -------------- | --------- | ------------ | ----------------------------- |
| 1.  | 10 tháng 8 năm 2011  | Mercedes-Benz Arena, Stuttgart, Đức           | Brasil         | 2–0       | 3–2          | Giao hữu                      |
| 2.  | 2 tháng 9 năm 2011   | Veltins-Arena, Gelsenkirchen, Đức             | Áo             | 6–2       | 6-2          | Vòng loại UEFA Euro 2012      |
| 3.  | 7 tháng 9 năm 2012   | AWD-Arena, Hanover, Đức                       | Quần đảo Faroe | 1–0       | 3–0          | Vòng loại FIFA World Cup 2014 |
| 4.  | 22 tháng 3 năm 2013  | Astana Arena, Astana, Kazakhstan              | Kazakhstan     | 2–0       | 3–0          | Vòng loại FIFA World Cup 2014 |
| 5.  | 26 tháng 3 năm 2013  | Frankenstadion, Nuremberg, Đức                | Kazakhstan     | 2–0       | 4–1          | Vòng loại FIFA World Cup 2014 |
| 6.  | 15 tháng 10 năm 2013 | Friends Arena, Solna, Thụy Điển               | Thụy Điển      | 2–2       | 5–3          | Vòng loại FIFA World Cup 2014 |
| 7.  | 5 tháng 3 năm 2014   | Mercedes-Benz Arena, Stuttgart, Đức           | Chile          | 1–0       | 1–0          | Giao hữu                      |
| 8.  | 6 tháng 6 năm 2014   | Coface Arena, Mainz, Đức                      | Armenia        | 5–1       | 6–1          | Giao hữu                      |
| 9.  | 6 tháng 6 năm 2014   | Coface Arena, Mainz, Đức                      | Armenia        | 6–1       | 6–1          | Giao hữu                      |
| 10. | 21 tháng 6 năm 2014  | Sân vận động Castelão, Fortaleza, Brasil      | Ghana          | 1–0       | 2–2          | FIFA World Cup 2014           |
| 11. | 13 tháng 7 năm 2014  | Sân vận động Maracanã, Rio de Janeiro, Brasil | Argentina      | 1–0       | 1–0 (s.h.p.) | FIFA World Cup 2014           |
| 12. | 3 tháng 9 năm 2014   | Esprit Arena, Düsseldorf, Đức                 | Argentina      | 2–4       | 2–4          | Giao hữu                      |
| 13. | 14 tháng 11 năm 2014 | Frankenstadion, Nuremberg, Đức                | Gibraltar      | 3–0       | 4–0          | Vòng loại UEFA Euro 2016      |
| 14. | 10 tháng 6 năm 2015  | Sân vận động RheinEnergie, Cologne, Đức       | Hoa Kỳ         | 1–0       | 1–2          | Giao hữu                      |
| 15. | 4 tháng 9 năm 2015   | Commerzbank-Arena, Frankfurt, Đức             | Ba Lan         | 2–0       | 3–1          | Vòng loại UEFA Euro 2016      |
| 16. | 4 tháng 9 năm 2015   | Commerzbank-Arena, Frankfurt, Đức             | Ba Lan         | 3–1       | 3–1          | Vòng loại UEFA Euro 2016      |
| 17. | 29 tháng 3 năm 2016  | Allianz Arena, Munich, Đức                    | Ý              | 2–0       | 4–1          | Giao hữu                      |

## Danh hiệu
Borussia Dortmund
- Bundesliga: 2010–11, 2011–12
- DFB-Pokal: 2011–12, 2016–17
- DFL-Supercup: 2019
- UEFA Champions League á quân: 2012–13

Bayern Munich
- Bundesliga: 2013–14, 2014–15, 2015–16
- DFB-Pokal: 2013–14, 2015–16
- UEFA Super Cup: 2013
- FIFA Club World Cup: 2013

PSV Eindhoven
- KNVB Cup: 2021–22[89]
- Johan Cruyff Shield: 2021[90]

U-17 Đức
- UEFA European Under-17 Championship: 2009[91]

Đức
- FIFA World Cup: 2014[88]

Cá nhân
- Giải vàng Fritz-Walter-Medal 2009 (lứa tuổi U-17)
- Giải vàng Fritz-Walter-Medal 2010 (lứa tuổi U-18)
- Cậu bé Vàng: 2011[92]
- Cầu thủ hay nhất trận chung kết World Cup 2014
- Cầu thủ hay nhất trận đấu: Đức - Ghana World Cup 2014
- Cầu thủ trẻ xuất sắc nhất mùa giải Bundelsiga 2010-11
- Bàn thắng của năm (Đức): 2014[93]

## Hoạt động xã hội
Mario Götze cùng với cha tham dự vào tổ chức xã hội dân sự Weitblick hoạt động giúp đỡ để cho trẻ em không phân biệt giàu nghèo trên thế giới có cơ hội học hỏi như nhau.